# Charles James (cầu thủ bóng đá)
Charles James (1882-1960) là một cầu thủ bóng đá người Anh từng thi đấu cho Stoke.

## Sự nghiệp
James sinh ra ở Stoke-upon-Trent và từng thi đấu cho đội bóng nghiệp dư Halmerend trước khi gia nhập Stoke năm 1908. Ông thi đấu không nhiều cho Stoke trong 3 mùa giải với chỉ 13 lần ra sân. Sau đó ông làm việc ở Florence Colliery và thi đấu cho đội bóng đá ở đó.

## Thống kê sự nghiệp
| Câu lạc bộ          | Mùa giải            | Giải quốc nội | Giải quốc nội | Cúp FA  | Cúp FA    | Tổng    | Tổng      |
| Câu lạc bộ          | Mùa giải            | Số trận       | Bàn thắng     | Số trận | Bàn thắng | Số trận | Bàn thắng |
| ------------------- | ------------------- | ------------- | ------------- | ------- | --------- | ------- | --------- |
| Stoke               | 1908-09             | 5             | 0             | 0       | 0         | 5       | 0         |
| Stoke               | 1909-10             | 3             | 0             | 0       | 0         | 3       | 0         |
| Stoke               | 1910-11             | 3             | 0             | 0       | 0         | 3       | 0         |
| Stoke               | 1911-12             | 0             | 0             | 0       | 0         | 0       | 0         |
| Stoke               | 1912-13             | 1             | 0             | 0       | 0         | 1       | 0         |
| Stoke               | 1913-14             | 1             | 0             | 0       | 0         | 1       | 0         |
| Tổng cộng sự nghiệp | Tổng cộng sự nghiệp | 13            | 0             | 0       | 0         | 13      | 0         |